# Rudolf Hermann Lotze
Rudolf Hermann Lotze (Bautzen, 21 de maio de 1817 — Berlim, 1 de julho de 1881) foi um filósofo e lógico alemão. Também contava com uma graduação de médico e era muito versado em biologia. Os seus estudos em medicina foram pioneiros no campo da psicologia científica.
Lotze nasceu em Bautzen, Saxónia e foi educado no liceu de Zittau. Desde cedo, desenvolveu um grande apreço pelos autores clássicos, publicando uma tradução de Antígona de Sófocles em latim. 
Esteve na Universidade de Leipzig, onde estudou filosofia e ciências naturais. Ingressou oficialmente como estudante de medicina quando tinha 17 anos. Os primeiros estudos de Lotze estiveram centrados principalmente em dois interesses distintos: o primeiro era científico, com estudos matemáticos e físicos sobre a tutela de Ernst Heinrich Weber, Wilhelm Volkmann e Gustav Fechner; o outro era seu interesse estético e artístico que desenvolveu sob o cuidado de Christian Hermann Weisse. Foi atraído tanto pela ciência como pelo idealismo de Johann Gottlieb Fichte, Friedrich Schelling e Georg Wilhelm Friedrich Hegel.

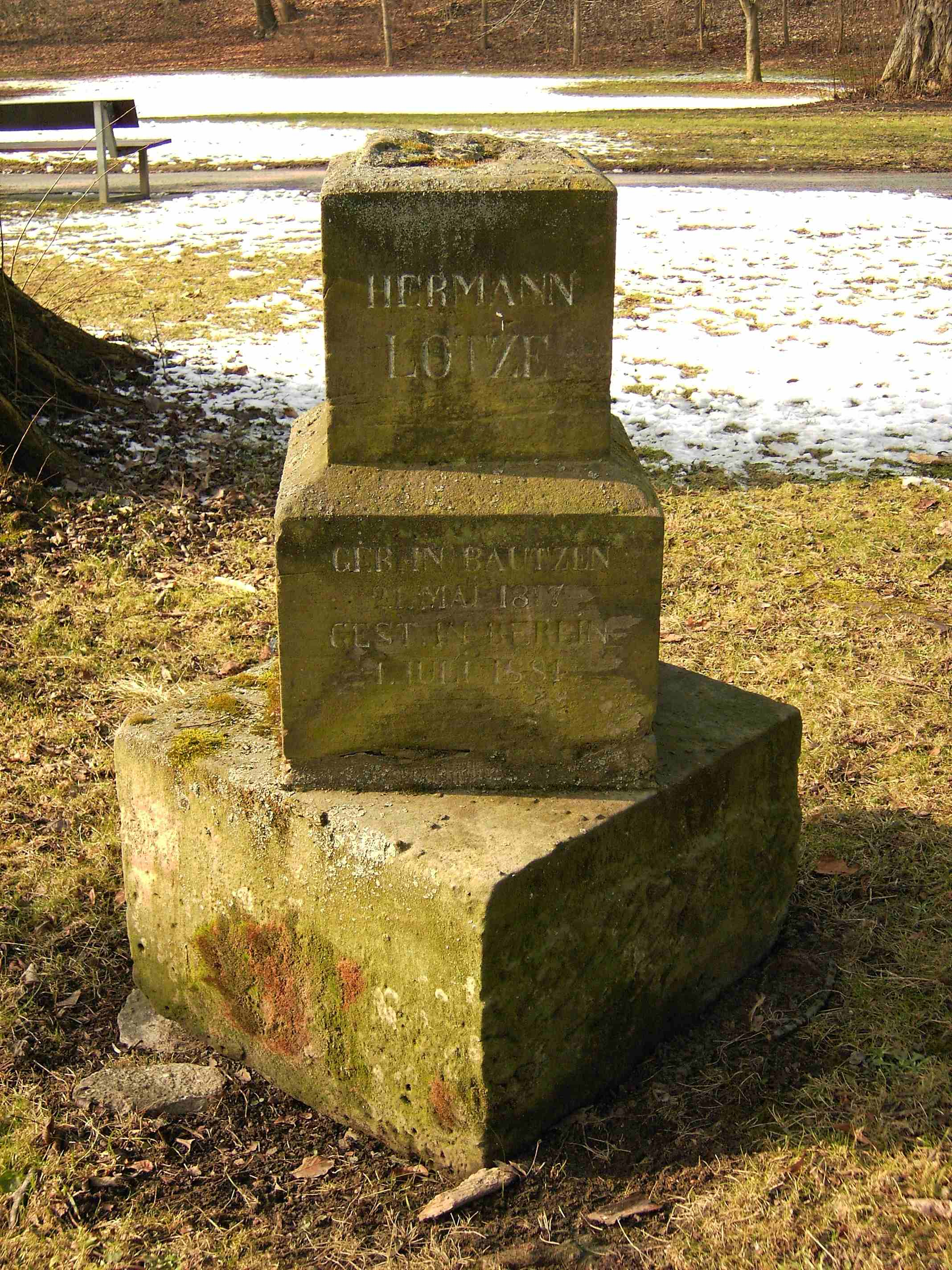
Sepultura no Albani-Friedhof

## Livros publicados
- De futurae biologiae principiis philosophicis (1838). Reimpresso em Kleine Schriften, 1885. Vol. 1, pp. 1-25
- Metaphysik (1841). Google (Oxford)
- Allgemeine Pathologie und Therapie als mechanische Naturwissenschaften (1842). 2ª edição, 1848. Google (Harvard)
- Logik (1843). Google (NYPL) 2ª edição, 1880.
- Ueber den Begriff der Schönheit (1845). Reimpressão de 1847. Google (Oxford)
- Allgemeine Physiologie des koerperlichen Lebens (1851). Google (Harvard)
- Medicinische Psychologie oder Physiologie der Seele (1852). Google (Oxford) Google (UMich)
- Mikrokosmus: Ideen zur Naturgeschichte und Geschichte der Menschheit (1856-64). 2ª edição, 1868-72. 4ª edição, 1884-88.
  - Volume 1, 1856. Google (Oxford) Google (UMich)
  - Volume 2, 1858. Google (Oxford) Google (UMich) Google (NYPL)
  - Volume 3, 1864. Google (Oxford) Google (NYPL)
- Streitschriften (1857). Google (Harvard)
- Geschichte der Aesthetik in Deutschland (1868). Google (Oxford)
- System der Philosophie.
  - Parte 1. Logik: Drei Bücher (1874). Google (Oxford) Google (UMich) Google (UWisc). 2ª edição, 1880.
  - Parte 2. Metaphysik: Drei Bücher (1879). 2ª edição, 1884.
- Geschichte der deutschen Philosophie seit Kant (1882). 2ª edição, 1894. Google (UWisc)
- Grundzüge der Psychologie (1881). Google (Harvard) 2ª edição, 1882. Google (Oxford)
- Grundzüge der Naturphilosophie (1882). Google (Oxford)
- Grundzüge der praktischen Philosophie (1882). 2ª edição, 1884. Google (UCal)
- Grundzüge der Religionsphilosophie (1883). 2ª edição, 1884. Google (Oxford)
- Grundzüge der Logik und Encyclopädie der Philosophie (1883). 2ª edição, 1885. Google (UCal)
- Grundzüge der Metaphysik (1883). Google (Oxford)
- Grundzüge der Aesthetik (1884).
- Kleine Schriften (1885-91).
  - Volume 1, 1885. Google (Oxford) Google (Stanford) Google (UWisc)
  - Volume 2, 1886. Google (Harvard)
  - Volume 3, 1891. Google (UWisc)

### Obras em inglês
- Lotze's Outlines of Philosophy.
  - Parte 1. Outlines of Metaphysic (1884). IA (UCal) IA (UVictoria) 1886. Google (UMich)
  - Parte 2. Outlines of the Philosophy of Religion (1885). Google (UWisc)
    - Reimpressão, 1886. IA (OISE) 1895. IA (St. Michael's) 1901. Google (UWisc)

  - Parte 3. Outlines of Practical Philosophy (1885). Google (UCal)
  - Parte 4. Outlines of Psychology (1886). Google (UMich) IA (UToronto)
  - Parte 5. Outlines of Aesthetics (1886). Google (UMich) IA (UToronto)
  - Parte 6. Outlines of Logic (1887). Google (UMich) IA (UToronto) 1892. Google (Harvard)

- Lotze's System of Philosophy.
  - Parte 1. Logic: In Three Books (1884). Google (Oxford) IA (State Central) IA (UToronto).
    - 2ª edição, 1888. Volume 1. IA (St. Basil's) IA (UIllinois) IA (Osmania) Google (Stanford)
    - 2ª edição, 1888. Volume 2. IA (St. Basil's) IA (UIllinois).

  - Parte 2. Metaphysic: In Three Books (1884). Google (Oxford) IA (State Central) IA (UToronto)
    - 2ª edição, 1887. Volume 1. IA (Osmania) Google (Harvard)
    - 2ª edição, 1887. Volume 2. IA (Osmania)

- Microcosmus: An Essay Concerning Man and His Relation to the World (1885).
  - Volume 1. IA (Union) 2ª edição, 1887. IA (UCal) IA (KCPL) 3ª edição, 1888. Google (Harvard) IA (St. Michael's)
  - Volume 2. IA (Union) 2ª edição, 1887. IA (UCal) 3da edición, 1888.Google (Harvard) IA (St. Michael's)